# 6-Stunden-Rennen von El Salvador 1979

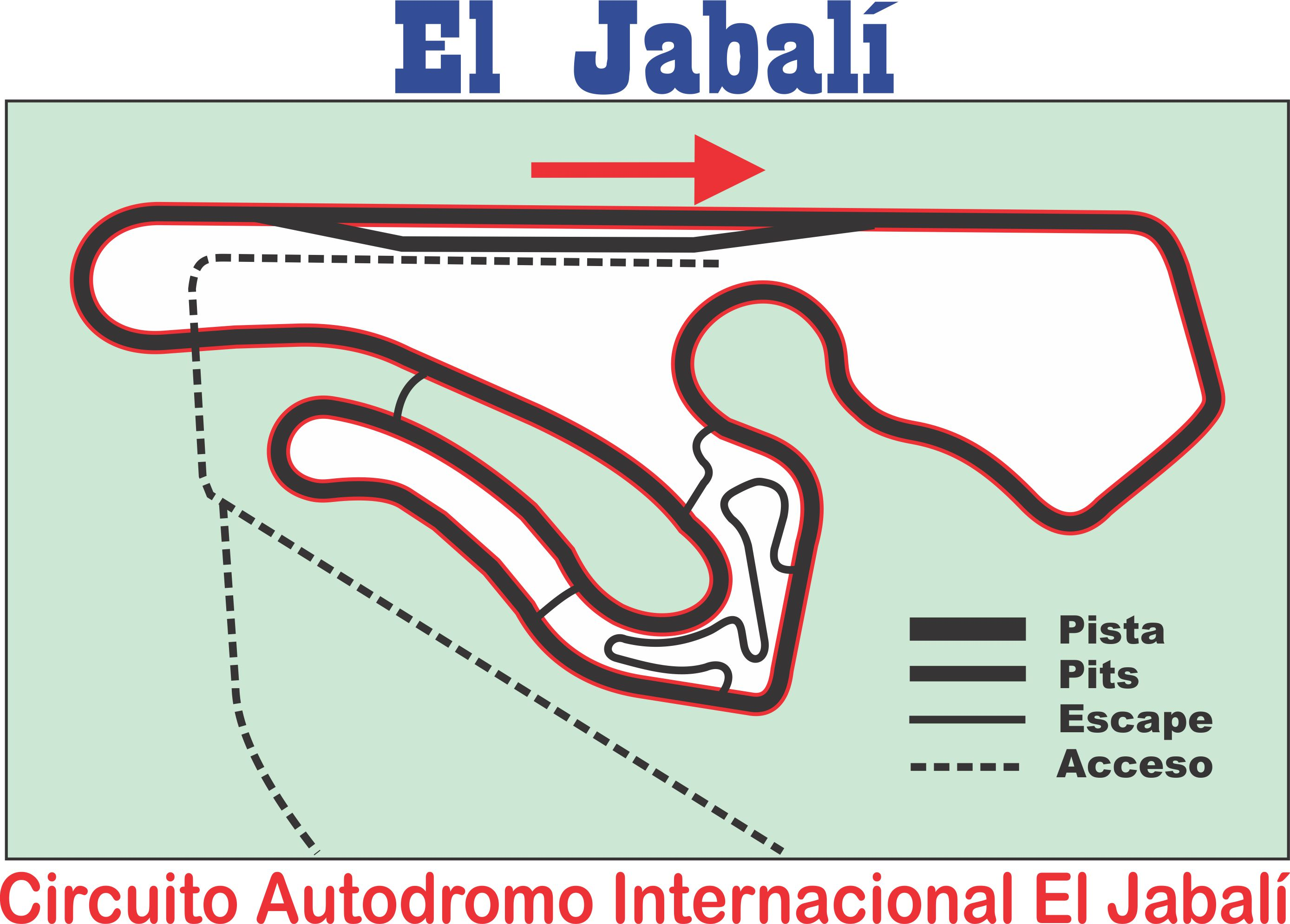
Streckenlayout

Das 6-Stunden-Rennen von El Salvador 1979, auch 6 h El Salvador, fand am 18. November auf dem Autódromo Internacional El Jabali statt und war der 17. und letzte Wertungslauf der Sportwagen-Weltmeisterschaft dieses Jahres.

## Das Rennen
Mit einer kuriosen Veranstaltung ging im November 1979 die Sportwagen-Weltmeisterschaft zu Ende. Auf dem im Februar eröffneten Autódromo Internacional El Jabali fand der einzige Wertungslauf im Zentralamerikanischen El Salvador in der Geschichte der Weltmeisterschaft statt. Die Rennstrecke in der Nähe von Quezaltepeque wurde von Autodromos de El Salvador S.A. betrieben und war mit dem Gran Premio Delta eröffnet worden. Eine Runde war 3250 Meter lang.
Das Rennen zählte zur World-Challenge der Langstreckenfahrer und traf bei den etablierten Teams auf wenig bis kein Interesse. Die Marken-Weltmeisterschaft hatte die Saison mit dem 6-Stunden-Rennen von Vallelunga und dem Weltmeistertitel von Porsche abgeschlossen und die Fahrermeisterschaft war schon vor dem Rennstart entschieden, sodass Dick Barbour auf ein Antreten verzichtete und dadurch Don Whittington die Meisterschaft auch ohne seinen Rennsieg für sich entschieden hätte. 
Das Fehlen aller europäischen und der meisten nordamerikanischen Meisterschaftsteams führte zu einem Rennen mit einer Masse an salvadorianischen Amateurpiloten. Einige heimische Profis konnten mit den wenigen US-amerikanischen Startern aber durchaus mithalten. So teilte sich Enrique Molins das Cockpit eines Porsche 935 mit Don und Bill Whittington und gewann das Rennen mit fünf Runden Vorsprung auf seine beiden Landsleute Carlos Pineda und Eduardo Barrientos und den US-Piloten José Garcia, die einen Porsche Carrera fuhren. 
Ähnlich ungewöhnlich wie die teils sehr amateurhaften Fahrer waren auch einige eingesetzte Fahrzeuge. Der an der neunten Stelle der Gesamtwertung ins Ziel kommende Datsun 1200 Pickup war der einzige Pick-up, der jemals bei einem Weltmeisterschaftsrennen unter die ersten zehn kam. Neben einigen Alfa Romeo Alfasud waren unter anderem auch zwei Hillman Avenger gemeldet.

## Ergebnisse

### Schlussklassement
| 1               | Gr. 5    | 81 | Scorpio Racing             | Bill Whittington Enrique Molins Don Whittington               | Porsche 935            | 199 |
| 2               | Gr. 5    | 82 | Scorpio Racing             | Carlos Pineda Eduardo Barrientos José Garcia                  | Porsche Carrera RSR    | 195 |
| 3               | Gr. 5    | 15 | Garcia Brothers            | Javier Garcia Luis Sereix                                     | Chevrolet Corvette     | 190 |
| 4               | Gr. 5    | 5  | Viceroy Racing             | Guillermo Valiente Luis Escalon                               | Nissan 510             | 187 |
| 5               | Gr. 5    | 54 | Montura Racing             | Alberto Vadia Tony Garcia Albert Naon                         | Porsche Carrera RSR    | 178 |
| 6               | Novice   | 91 | Nasser Racing              | Mauricio Nasser Salvador Jose Nasser                          | Datsun 510             | 165 |
| 7               | ser.T/GT | 21 |                            | Ernesto Barrientos Guillermo Cassina                          | Alfa Romeo Alfasud     | 162 |
| 8               | ser.T/GT | 55 | Bosch El Salvador          | Emilio Centeno Carlos Lopez Portillo                          | Honda Civic            | 158 |
| 9               | Gr. 5    | 40 | Francisco Javier Monroy    | Francisco Javier Monroy Ricardo Hasbun Cassis                 | Datsun 1200 Pickup     | 158 |
| 10              | ser.T/GT | 33 | Keilhauer                  | Salomon Safie Jose Giron                                      | Hyundai Pony           | 155 |
| 11              | Gr. 5    | 4  | ARA Centro Frio            | Mauricio Luis Meardi Roberto Cader                            | Toyota Corolla         | 154 |
| 12              | ser.T/GT | 25 | Caribe Motors              | Carlos Enrique Martino Juan Andres Castillo                   | VW Golf GTi            | 149 |
| 13              | Novice   | 10 |                            | Samuel Gonzalez Jose Miguel Menendez                          | Datsun                 | 145 |
| 14              | Novice   | 12 | Maria Pia                  | Carlos Danilo Cabrera Jose Augustin Artiga Oscar Augusto Diaz | Mazda RX-3             | 141 |
| Ausgefallen     |          |    |                            |                                                               |                        |     |
| 15              | Gr. 5    | 44 | Industrial Automotriz      | Ricardo Cromeyer Cayetano Bettaglio Sergio Canales            | Mazda RX-2             | 182 |
| 16              | Novice   | 53 | Tropical Motors            | Jaime Gadala Maria Eduardo Aviles Miguel Nasser               | Hillman Avenger        | 158 |
| 17              | ser.T/GT | 80 | Kawasaki of El Salvador    | Alex Giesemann Jose Adolfo Rubio                              | Alfa Romeo Alfetta GTV | 153 |
| 18              | Gr. 5    | 19 | Atlacatl Automotriz        | Antonio Fajardo Jose Fajardo Mario Molina                     | Datsun 1600            | 119 |
| 19              | ser.T/GT | 65 | Atlacatl Automotriz        | Manuel Espitia Salvador Zelaya Antonio Fajardo                | Toyota Trueno          | 110 |
| 20              | Gr. 5    | 13 | Lubritec Matchbox          | Luis Escalon Rafael Alvarez Roberto Trigueros                 | Mitsubishi Galant      | 107 |
| 21              | Gr. 5    | 83 | Kawasaki of El Salvador    | Benjamin Gonzalez Pino Miccolo                                | Alfa Romeo Giulia GTAm | 92  |
| 22              | Novice   | 17 | Barba Racing               | Rene Barba Ricardo Barba Ernesto Barba                        | Datsun                 | 88  |
| 23              | ser.T/GT | 24 | Risek Motors               | Mario Ernesto Lozano Cesar Nunez                              | Fiat 124               | 51  |
| 24              | Gr. 5    | 88 | Equigas                    | Eduardo Barrientos Carlos Moran Don Whittington               | Porsche Carrera RSR    | 51  |
| 25              | ser.T/GT | 90 | Buffalo Prince             | Eduardo Cader Alex Caceres                                    | Porsche 911            | 46  |
| 26              | ser.T/GT | 7  | Bosch El Salvador          | Jose Adolfo Rubio Alberto Hellebuyck Alfredo Gutierrez        | Alfa Romeo Alfasud     | 43  |
| 27              | Gr. 5    | 60 |                            | Dick Vreeland Javier Garcia Luis Sereix                       | Chevrolet Camaro       | 31  |
| 28              | Gr. 5    | 57 | Dave Heinz                 | Dave Heinz Benjamin Gonzalez                                  | Chevrolet Corvette     | 29  |
| 29              | Gr. 5    | 69 | Boglione                   | Elias Hasbun Juan Wright Lino Boldrini                        | Austin Mini-Cooper     | 29  |
| 30              | Gr. 5    | 46 |                            | Mauricio Miranda Lupon Hugo Miranda Lupon                     | NSU Prinz 1200TTS      | 20  |
| 31              | ser.T/GT | 26 | Llaresa                    | Eduardo Lopez Eduardo Melendez Roberto Santana                | De Tomaso Pantera      | 4   |
| Nicht gestartet |          |    |                            |                                                               |                        |     |
| 32              | Gr. 5    | 01 | Libra Racing               | Carlos Moran Eduardo Barrientos Ludwig Heimrath senior        | Porsche Carrera RSR    | 1   |
| 33              | Novize   | 13 |                            | Demetrio Moliviatis                                           | Datsun                 | 2   |
| 34              | Gr. 5    | 34 | Laboratorio Diesel Control | Rigoberto Monterrosa Eduardo Galdamez                         | Opel Kadett            | 3   |
| 35              | Novice   | 48 | Mary                       | Ricardo Martinez Videz Rene Barba Alex Flores                 | Honda Civic            | 4   |
| 36              | Gr. 5    | 68 | Suzuki of El Salvador      | Juan Jose Grane Valdemar Raun                                 | Suzuki Fronte Abarth   | 5   |

1 nicht gestartet
2 nicht gestartet
3 nicht gestartet
4 nicht gestartet
5 nicht gestartet

### Nur in der Meldeliste
Hier finden sich Teams, Fahrer und Fahrzeuge, die ursprünglich für das Rennen gemeldet waren, aber aus den unterschiedlichsten Gründen daran nicht teilnahmen.
| Pos. | Klasse   | Nr. | Team                        | Fahrer                                                 | Chassis             |
| ---- | -------- | --- | --------------------------- | ------------------------------------------------------ | ------------------- |
| 37   | Gr. 5    |     | Roger Mandeville            | Roger Mandeville                                       | Porsche Carrera RSR |
| 38   | Gr. 5    | 0   | Gordon Oftedahl Carl Shafer | Gordon Oftedahl Carl Shafer Daniel Muniz               | Chevrolet Camaro    |
| 39   | ser.T/GT | 1   | Bracos                      | Pino Miccolo Benjamin Gonzalez                         | Alfa Romeo Alfetta  |
| 40   | ser.T/GT | 18  |                             | Roberto Trigueros Carlos Alvarez Rafael Alvarez        | Mitsubishi Lancer   |
| 41   | Novice   | 30  | Aguirre Importacionnes      | Rolando Gonzalez Jose Gervacio Gonzalez Carlos Dardano | Hillman Avenger     |
| 42   | Gr. 5    | 31  |                             | Mauricio Marchetti Edmundo Pazzetti                    | Ford Escort         |
| 43   | Gr. 5    | 31  |                             | Eduardo Soto Wess Steward Leonardo Ruiz                | Toyota Starlet      |
| 44   | Gr. 5    | 31  |                             | Edgar Rolano Lazo Luis Gaitan Arthur Gutierrez         | Toyota Corolla      |
| 45   | Gr. 5    | 50  |                             | Rodrigo Terran                                         | Porsche Carrera RSR |
| 46   | Gr. 5    | 52  |                             | Ricardo Cestoni Roberto Avalos                         | Datsun 510          |
| 47   | Gr. 5    | 78  | Jose Gonzalez               | Ignacio Gonzalez Jose Gonzalez                         | Chevrolet Camaro    |

### Klassensieger
| Klasse   | Fahrer             | Fahrer               | Fahrer          | Fahrzeug           | Platzierung im Gesamtklassement |
| -------- | ------------------ | -------------------- | --------------- | ------------------ | ------------------------------- |
| Gr. 5    | Bill Whittington   | Enrique Molins       | Don Whittington | Porsche 935        | Gesamtsieg                      |
| ser.T/GT | Ernesto Barrientos | Guillermo Cassina    |                 | Alfa Romeo Alfasud | Rang 7                          |
| Novice   | Mauricio Nasser    | Salvador Jose Nasser |                 | Datsun 510         | Rang 6                          |

### Renndaten
- Gemeldet: 47
- Gestartet: 31
- Gewertet: 14
- Rennklassen: 3
- Zuschauer: unbekannt
- Wetter am Renntag: warm und trocken
- Streckenlänge: 3,250 km
- Fahrzeit des Siegerteams: 6:00:00,000 Stunden
- Gesamtrunden des Siegerteams: 199
- Gesamtdistanz des Siegerteams: 646,750 km
- Siegerschnitt: unbekannt
- Pole Position: Enrique Molins – Porsche 935 (#81) – 1:35,310 = 122,757 km/h
- Schnellste Rennrunde: Bill Whittington – Porsche 935 (#81) – 1:36,200 = 121,622 km/h
- Rennserie: 17. Lauf zur Sportwagen-Weltmeisterschaft 1979